# Эврика! (игра)
«Эврика!» (название на западе — англ. Cargo! The Quest For Gravity) — игра студии Ice-Pick Lodge, была анонсирована на КРИ-2010. Представляет собой нечто среднее между аркадным авиасимулятором и конструктором. События игры разворачиваются в мире, в котором пропала гравитация и множество предметов (например, Статуя Свободы) улетели в небо. Задача игрока — вернуть улетевшие предметы и осколки мира на землю, используя собственноручно собранные летательные аппараты. Получить новые детали для сборки можно с помощью «плюща» — ресурса, генерируемого гнобами — существами, похожими на младенцев со взрослыми лицами.